# Страстни любовници
„Страстни любовници“ (на шведски: Hetsigt kärlekspar) е рисунка на шведския скулптор и чертожник Йохан Тобиас Сергел от 1770 г.
Рисунката е направена с мастило върху хартия и е с размери 21,1 x 17,7 cm. Йохан Тобиас Сергел е известен със своите скулптури. В края на XVIII век е възприеман като един от най-добрите скулптори в Европа. Освен това той е изключителен чертожник и оставя като наследство множество рисунки. Успява да пресъздаде нравите и настоението на дадена ситуация. Създава рисунката „Страстни любовници“ по време на престоя си в Италия. Пресъздава гръцкия мит за херматофродитния генезис, където нимфата Салмакис прегръща Херматофродитус и се обединяват в едно херматофродитно същество. Картината е част от наследството на изобразителното изкуство на Швеция и част от римския период на твореца, което го прави един от най-значимите шведски творци.
Рисунката е част от колекцията на Националния музей на в Стокхолм, Швеция.